# 海烏姆省 (1975-1998)
海烏姆省（województwo chełmskie）是波蘭歷史上的一個省，始於1975年。1999年1月1日被併入盧布林省。
面積3,865平方公里。1998年人口248,800人。首府海烏姆。